# Passeig de Mata
El Passeig de Mata és una via urbana de la ciutat de Reus, a la comarca catalana del Baix Camp.
Fins a l'any 1882 se l'havia conegut com a Passeig del Seminari, obert i urbanitzat l'any 1803, en terres d'Andreu de Miró i de Folch, fill de Pau de Miró i de March, i s'hi van plantar de cap a cap quatre files de plàtans. Va ser el lloc de moda per passejar durant una colla d'anys. La guerra del Francès no va fer possible completar el projecte inicial, que preveia la col·locació d'estàtues i jocs d'aigua al llarg de l'avinguda. El Seminari que li donava nom era un edifici, el Seminari, manat construir per l'arquebisbe Pere de Copons i de Copons amb la finalitat de que fos una casa-missió de sant Vicenç de Paül, que es va obrir el 1758.
El passeig es continua, amb molt poca amplada, per l'avinguda de l'11 de Setembre. Per l'altra banda, enllaça amb el Passeig de Sunyer, a través de la plaça de Joan Rebull on hi ha la Font del Triptòlem. Cap als anys seixanta del segle xx se'n van arrencar els vells grans plàtans, plantats per l'alcalde Joan Martell, i es va reestructurar el passeig en benefici dels automòbils.
El nom el porta en homenatge al doctor Pere Mata, (Reus 1811 - Madrid 1877), metge, catedràtic de medicina legal i toxicologia, degà i rector de la universitat de Madrid, alcalde de Reus, autor d'obres mèdiques i també d'obres de poesia i novel·les. Passada la caserna de la Guàrdia civil i la Casa dels mestres, hi ha un petit oasi amb un bust de Pere Mata, a càrrec d'Artur Aldomà Puig.